# Brachiaria glomerata
Brachiaria glomerata är en gräsart som först beskrevs av Eduard Hackel, och fick sitt nu gällande namn av Aimée Antoinette Camus. Brachiaria glomerata ingår i släktet Brachiaria och familjen gräs. Inga underarter finns listade i Catalogue of Life.